# Robert Leroux
Robert Leroux (Casablanca, 22 agosto 1967) è un ex schermidore francese, vincitore di una medaglia di bronzo nella scherma ai giochi olimpici.